# Fraktion (Politik)
Als Fraktion (in Österreich als Klub bezeichnet) bezeichnet man einen freiwilligen Zusammenschluss von gewählten Mandatsträgern in einem Parlament oder anderen politischen Vertretungskörperschaften (zum Beispiel einem Gemeinderat) zur Erlangung politischer Interessen und Ziele.

## Situation in einzelnen Ländern

### Deutschland
Fraktionen gibt es in fast allen parlamentarischen (Bundestag, Landesparlamente) und sonstigen Vertretungen (z. B. Landschaftsverbände, Kreistage, Stadträten oder -vertretungen). Eine Fraktion bilden in der Regel die Mandatsträger, die im Parlament einen Sitz haben und derselben Partei angehören. Zum Teil muss sie auch deren Namen tragen. Sie haben einen besonderen Status, der mit zusätzlichen parlamentarischen Rechten und meist auch finanziellen Zuwendungen verbunden ist. Damit eine Gruppierung diesen Fraktionsstatus erhält, ist meist eine Mindestzahl von Abgeordneten beziehungsweise Mitgliedern oder die Erfüllung eines anderen Quorums vorgeschrieben. Im Landtag des Saarlandes (er hat 51 Abgeordnete) reichen zwei Abgeordnete. 
Parteien einer Bundestagsfraktion (zum Beispiel in der CDU/CSU-Fraktion) dürfen nicht miteinander konkurrieren.
Falls die Parteien einer Fraktion miteinander im Wettbewerb stehen, bedarf die Anerkennung als Fraktion der Zustimmung des Bundestages.
Im Europäischen Parlament (siehe unten) und in anderen Staaten dürfen die Parteien einer Fraktion miteinander konkurrieren.
Auch Abgeordnete verschiedener Parteien können sich zu einer Fraktionsgemeinschaft zusammenschließen. Ebenso ist die Aufnahme einzelner unabhängiger Abgeordneter oder aus ihrer ursprünglichen Fraktion ausgetretener Mandatsträger als sogenannte Hospitanten möglich.
Im Grundgesetz werden Fraktionen nur in Art. 53a Abs. 1 Satz 2 GG ausdrücklich genannt (Bundestagsfraktionen). Ihre Rechtsstellung ist in §§ 53 – 54 AbgG näher ausgestaltet. Weitere Regeln finden sich in der Geschäftsordnung des Bundestages (vgl. § 10 und § 11 GOBT).
Die Rechtsstellung von Fraktionen von Landesparlamenten sowie Beitritt, Austritt, die interne Organisation der Fraktionen sind gesetzlich in den Fraktionsgesetzen der Bundesländer und in der Geschäftsordnung des jeweiligen Parlamentes festgelegt; siehe z. B. Fraktionsgesetz Rheinland-Pfalz, Hessisches Fraktionsgesetz oder Geschäftsordnung des hess. Landtags.
Fraktionen spielen eine wichtige Rolle in der internen Willensbildung im Parlament. Im parlamentarischen System der Bundesrepublik Deutschland kommt den Regierungsfraktionen und ihrer Disziplin eine besondere Bedeutung bei der Gesetzgebung zu. Oppositionsfraktionen üben klassischerweise Kontroll- und Kritikfunktionen aus und versuchen, sich im Parteienwettbewerb als eine Alternative zu den Regierungsfraktionen darzustellen.
Geleitet wird eine Fraktion meist von einem Vorsitzenden. Bündnis 90/Die Grünen und Die Linke haben jedoch in der Regel eine quotierte (mit mindestens einer Frau besetzte) Doppelspitze. Als Grundlage für eine effiziente Arbeit von Fraktionen wird die Fraktionsdisziplin angesehen, die jedoch in einem gewissen Spannungsverhältnis zu dem in Art. 38 Abs. 1 Satz 2 GG verankerten Prinzip des freien Mandats steht.
Bei fraktionsschädigendem Verhalten kann ein Mitglied aus der Fraktion ausgeschlossen werden. Der ausgeschlossene Abgeordnete verliert nicht sein Mandat, sondern bleibt als fraktionsloser Abgeordneter im Parlament. Ein Parteiausschluss oder Parteiaustritt eines Abgeordneten hat nicht automatisch einen Ausschluss aus der Fraktion zur Folge. Ebenso wenig führt ein Ausschluss oder Austritt aus der Fraktion automatisch zum Ausschluss aus der Partei. Ein Ausschluss aus Fraktion oder Partei ist gerichtlich nachprüfbar, wobei bei einem Parteiausschluss höhere Maßstäbe angelegt werden.
Im Deutschen Bundestag existiert zusätzlich zum Fraktionsstatus auch der Status als Gruppe für Abgeordnetenzusammenschlüsse unterhalb der Fraktionsstärke.
Unterlagen der Fraktionen werden überwiegend in den Archiven der Parteinahen Stiftungen gesammelt, zum Teil aber auch in den jeweiligen Landesarchiven.

### Österreich
Sowohl im österreichischen Nationalrat als auch bei den Landtagen der einzelnen Bundesländer heißen die Fraktionen „Klub“ und werden von Klubobleuten geführt.
Hingegen werden die Fraktionen des Bundesrates als solche bezeichnet. Sie werden von Fraktionsvorsitzenden geführt.

### Schweiz
In der schweizerischen Bundesversammlung bilden mindestens fünf Abgeordnete eine Fraktion.
Die wichtigste Aufgabe besteht darin, Mitglieder in die Kommissionen zu entsenden. Für den Parlamentsbetrieb sind die Fraktionen und nicht etwa die politischen Parteien maßgebend, die nirgends im Parlamentsgesetz erwähnt sind.
Fraktionszwang ist in der Schweiz untersagt und kann auch de facto nur wenig effizient ausgeübt werden. Die Mitglieder der Fraktionen – vor allem derjenigen, die in der Mitte des politischen Spektrums stehen – machen von dieser Freiheit regen Gebrauch. Dies wird durch zwei Faktoren begünstigt:
- Es gibt keine scharfe Trennung zwischen Regierung und Opposition, da alle Parteien von Fall zu Fall, je nach anstehender Sachentscheidung, sich für oder gegen den Standpunkt der Regierung entscheiden.
- Das Wahlsystem mit Wahllisten, auf denen die Wähler nach Gutdünken Kandidaten streichen oder sie doppelt aufführen (Kumulieren) bzw. auch Kandidaten von anderen Parteien durch Panaschieren auszeichnen können, führt dazu, dass die schließlich gewählten Abgeordneten über einen starken Rückhalt bei den Wählern verfügen und deshalb weniger von der Gnade ihrer Partei abhängen.

Gemäß Art. 61 Abs. 1 bis 4 des Schweizer Parlamentsgesetzes müssen zur Bildung einer Fraktion mindestens fünf Parlamentarier („Ratsmitglieder“) desselben Rates Mitglied dieser Fraktion sein. Die Bundesräte einer Partei gehören zwar üblicherweise dem Fraktionsvorstand an und nehmen an den Fraktionssitzungen mit beratender Stimme teil, dürfen aber – im Gegensatz zu Fraktionsmitgliedern – weder Anträge stellen noch abstimmen. Ein Bundesrat ist somit nie Mitglied einer Fraktion.

### Belgien
Im Parlament der Deutschsprachigen Gemeinschaft werden zwei Arten von Fraktionen unterschieden:
- Anerkannte Fraktionen: Sie setzen sich aus mindestens drei Abgeordneten zusammen und erhalten mindestens einen stimmberechtigten Vertreter im Parlamentspräsidium und in den Ausschüssen. Für ihre politische Arbeit erhalten sie finanzielle Zuwendungen.
- Nicht anerkannte Fraktionen: Sie bestehen aus zwei Parlamentariern, die auch finanzielle Zuwendungen erhalten, allerdings in geringerem Maße. Sie sind nicht im Präsidium vertreten.

In der Legislaturperiode 2019–2024 zählt das Parlament sechs anerkannte Fraktionen (CSP, ProDG, SP, PFF, Ecolo, Vivant).

### Europäisches Parlament
Die Zusammensetzung der Fraktionen wie auch die Sitzordnung im Plenarsaal des Europäischen Parlaments erfolgen länderübergreifend nach Maßgabe der politischen Zugehörigkeit der Abgeordneten. Voraussetzung zur Bildung einer Fraktion ist die Teilnahme von zumindest 25 Abgeordneten, zurzeit 3,5 % aller Sitze, die aus wenigstens einem Viertel (d. h. sieben) der Mitgliedsstaaten der Europäischen Union entsandt sein müssen. Zurzeit erreichte mit ESN die kleinste Fraktion mit 25 Abgeordneten aus acht Mitgliedsstaaten knapp diese Anforderung. Nach Geschäftsordnung des Europäischen Parlaments Artikel 33 dürfen Abgeordnete jeweils nur einer Fraktion angehören. Es besteht kein Fraktionszwang.
Es gibt (Stand 16. Juli 2024, nach der Europawahl im Juni 2024) acht Fraktionen im Europäischen Parlament:
- Fraktion der Europäischen Volkspartei (Christdemokraten) (EVP)
- Fraktion der Progressiven Allianz der Sozialdemokraten im Europäischen Parlament (S&D)
- Patrioten für Europa (PfE)
- Europäische Konservative und Reformer (EKR)
- Renew Europe (Renew)
- Die Grünen/Europäische Freie Allianz (Grüne/EFA)
- Die Linke im Europäischen Parlament – GUE/NGL (Die Linke)
- Europa der Souveränen Nationen (ESN)

### Sowjetunion
Auf dem X. Parteitag der Bolschewiki (8. bis 16. März 1921) wurde per Parteitagsbeschluss verboten, Fraktionen in der Partei zu bilden. Dadurch wurde der innerparteiliche Pluralismus stark eingeschränkt.

### Vereinigte Staaten
Im Kongress der Vereinigten Staaten schließen sich die Abgeordneten einer Partei zu einer Art Fraktion zusammen, die bei den Demokraten Caucus und bei den Republikanern Conference genannt werden. Dies sind im Repräsentantenhaus der House Democratic Caucus und die House Republican Conference sowie im Senat der Democratic Caucus of the Senate und die Senate Republican Conference. Ihnen steht jeweils ein Leader als Fraktionsvorsitzender vor.

## Abgrenzung Fraktion – Partei
Zwar gehören die Abgeordneten einer Fraktion zumeist (wenn auch nicht immer) derselben Partei an, jedoch sind sie von diesen in Funktion und Stellung zu unterscheiden: Während Parteien außerhalb der Parlamente arbeiten, dort an der politischen Willensbildung mitwirken und sich bzw. ihre Kandidaten dafür öffentlich zur Wahl stellen, sind Fraktionen politische Organisationsstrukturen innerhalb von Parlamenten. Auch rechtlich werden sie in vielen Ländern, darunter Deutschland, strikt getrennt und bilden zwei unabhängige organisatorische Einheiten, zwischen denen auch keine Finanzflüsse stattfinden dürfen. Dennoch gibt es beim Führungspersonal (etwa Partei- und Fraktionsvorsitz) häufig Überschneidungen, soweit keine Trennung von Amt und Mandat vereinbart wurde.
Außerhalb des deutschsprachigen Raums ist die Unterscheidung zwischen Fraktion und Partei jedoch oft nicht so klar, sondern teilweise fließend bis gar nicht gegeben. Insbesondere im englischsprachigen Raum sind die Parteien oft nur für die technische Organisation des Wahlkampfs zuständig und deren Vorsitzenden (Chair) eher mit deutschen Generalsekretären vergleichbar, während die politische Führung von den Fraktionen und deren Vorsitzenden (Leader) übernommen wird.